# Cerro Pelado (Rivera)
Pour les articles homonymes, voir Cerro Pelado.
Cerro Pelado est une ville de l'Uruguay située dans le département de Rivera. Sa population est de 143 habitants.

## Infrastructure
La route 27 (Ruta 27) est important dans cette ville.

## Population
| Année | Population |
| ----- | ---------- |
| 1963  | -          |
| 1975  | -          |
| 1985  | -          |
| 1996  | 119        |
| 2004  | 143        |

,